# Poolse kampioenschappen mountainbike
Het Pools kampioenschap mountainbike is een jaarlijks kampioenschap in Polen waarin gestreden wordt om de nationale titel in de Wielersportdiscipline mountainbiken. 

## Mannen

### Cross Country
| Jaar | Goud                                  | Zilver                                | Brons                                 |
| ---- | ------------------------------------- | ------------------------------------- | ------------------------------------- |
| 2004 | Marek Galinski                        | Michal Bogdziewicz                    | Piotr Wysmyk                          |
| 2005 | Marek Galinski                        | Dariusz Batek                         | Michal Bogdziewicz                    |
| 2006 | Nationaal kampioenschap niet verreden | Nationaal kampioenschap niet verreden | Nationaal kampioenschap niet verreden |
| 2007 | Nationaal kampioenschap niet verreden | Nationaal kampioenschap niet verreden | Nationaal kampioenschap niet verreden |
| 2008 | Marek Galinski                        | Piotr Brzozka                         | Dariusz Batek                         |
| 2009 | Marek Galinski                        | Marek Konwa                           | Piotr Brzozka                         |
| 2010 | Marek Galinski                        | Marek Konwa                           | Kornel Osicki                         |
| 2011 | Marek Galinski                        | Marek Konwa                           | Piotr Brzozka                         |
| 2012 | Marek Konwa                           | Marek Galinski                        | Piotr Brzozka                         |
| 2013 | Marek Konwa                           | Piotr Brzozka                         | Kornel Osicki                         |
| 2014 | Marek Konwa                           | Bartlomiej Wawak                      | Marcin Kawalec                        |
| 2015 | Marek Konwa                           | Bartlomiej Wawak                      | Piotr Brzozka                         |
| 2016 | Bartlomiej Wawak                      | Maciej Jeziorski                      | Wojciech Halejak                      |

## Vrouwen

### Cross Country
| Jaar | Goud               | Zilver                    | Brons                  |
| ---- | ------------------ | ------------------------- | ---------------------- |
| 1997 | Sylwia Juszczak    | Justyna Fraczek           | Beata Salapa           |
| 1998 | Anna Szafraniec    | Anna Cieslar              | Sylwia Juszczak        |
| 1999 | Anna Stachura      | Anna Szafraniec           | Sylwia Juszczak        |
| 2000 | Magdalena Sadlecka | Anna Szafraniec           | Maja Wloszczowska      |
| 2001 | Magdalena Sadlecka | Anna Szafraniec           | Maja Wloszczowska      |
| 2002 | Anna Szafraniec    | Magdalena Sadlecka        | Maja Wloszczowska      |
| 2003 | Anna Szafraniec    | Maja Wloszczowska         | Anna Makuch            |
| 2004 | Maja Wloszczowska  | Anna Szafraniec           | Sylwia Kapusta-Szydlak |
| 2005 | Magdalena Sadlecka | Maja Wloszczowska         | Anna Szafraniec        |
| 2006 | Anna Szafraniec    | Maja Wloszczowska         | Magdalena Sadlecka     |
| 2007 | Maja Wloszczowska  | Anna Szafraniec           | Magdalena Sadlecka     |
| 2008 | Maja Wloszczowska  | Aleksandra Dawidowicz     | Anna Szafraniec        |
| 2009 | Maja Wloszczowska  | Aleksandra Dawidowicz     | Anna Szafraniec        |
| 2010 | Maja Wloszczowska  | Aleksandra Dawidowicz     | Anna Szafraniec        |
| 2011 | Maja Wloszczowska  | Anna Szafraniec           | Magdalena Sadlecka     |
| 2012 | Paula Gorycka      | Katarzyna Solus-Miskowicz | Anna Szafraniec        |
| 2013 | Maja Wloszczowska  | Katarzyna Solus-Miskowicz | Anna Szafraniec        |
| 2014 | Maja Wloszczowska  | Katarzyna Solus-Miskowicz | Paula Gorycka          |
| 2015 | Maja Wloszczowska  | Aleksandra Dawidowicz     | Marlena Drozdziok      |
| 2016 | Maja Wloszczowska  | Katarzyna Solus-Miskowicz | Monika Zur             |

Kampioenschappen:  Olympische Spelen ·
 Wereldkampioenschappen ·
WK marathon ·
 Europese kampioenschappen
 Belgie ·
 Denemarken ·
 Duitsland ·
 Finland ·
 Frankrijk ·
 Groot-Brittannië ·
 Italie ·
 Nederland ·
 Oostenrijk ·
 Polen ·
 Zwitserland
Klassementen:  Wereldbeker ·
 3 Nations Cup
Meerdaagse wedstrijden  Cape Epic ·
 Transalp Challenge ·
 Crocodile Trophy ·
 Belgian Mountainbike Challenge
Eendaagse wedstrijden:  Grand Prix d’Europe ·
 Hondsrug Classic ·
 Roc d'Ardenne ·
 Roc d'Azur ·
 Salzkammergut Trophy ·
 Sea Otter Classic ·
 Stappenbelt MTB Trophy
Strandraces:  De Panne Beach Endurance ·
 Egmond-pier-Egmond ·
 Hoek van Holland-Den Helder
Historisch:  Benelux Cup ·  Belgian MTB Grand Prix ·  MTB Topcompetitie